# Heterosternus rodriguezi
Heterosternus rodriguezi är en skalbaggsart som beskrevs av Candeze 1869. Heterosternus rodriguezi ingår i släktet Heterosternus och familjen Rutelidae. Inga underarter finns listade i Catalogue of Life.